# Limenitis olynthina
Limenitis olynthina är en fjärilsart som beskrevs av Hans Fruhstorfer 1907. Limenitis olynthina ingår i släktet Limenitis och familjen praktfjärilar. Inga underarter finns listade i Catalogue of Life.